# Överkiminge kyrka
Överkiminge kyrka (finska: Ylikiimingin kirkko) är en kyrkobyggnad i finländska Uleåborg, tillhörande Oulujoki församling inom Evangelisk-lutherska kyrkan i Finland.
Överkiminge kyrka ritades och byggdes av Jacob Rijf. Den färdigställdes 1786 och är en korskyrka i trä med torn över korsmitten. Åren 1981–1986 genomfördes omfattade renoveringsarbeten för att underhålla och bevara kyrkobyggnadens ursprungliga nyklassiska stil.
Kyrkans första, tvåstämmiga orgel inköptes 1890 från Uleåborgs klockarskola. År 1944 ersattes den av en 21-stämmig orgel tillverkad av Kangasala orgelbyggeri. Kyrkans nyaste orgel, även den med 21 stämmor, är byggd av orgelbyggeri Tuomi.
Bland inventarierna märks altartavlan med korsfästelsemotiv, målad 1839 av Gustav Holmqvist, som även utförde predikstolen. De två klockorna göts 1905.